# Megumi Takamoto
Megumi Takamoto (高本 めぐみ Takamoto Megumi) es una seiyū japonesa nacida el 3 de octubre de 1985 en la Prefectura de Chiba. Ha interpretado a personajes como Winry Rockbell en Fullmetal Alchemist: Brotherhood, Saito Himea en Itsuka Tenma no Kuro Usagi y Ushio Kazama en Sasameki Koto, entre otros. Está afiliada a Sigma 7.

## Roles interpretados

### Series de Anime
- Cardfight!! Vanguard G como Hinako Miyamae
- Cross Fight B-Daman como Natsumi Inaba
- Deadman Wonderland como Mimi
- Dragon Collection como Ice Valkyrie
- Fullmetal Alchemist: Brotherhood como Winry Rockbell
- Hetalia The Beautiful World como Seychelles
- Hetalia World Series como Seychelles
- Itsuka Tenma no Kuro Usagi como Saito Himea
- Jewelpet Kira☆Deco! como Saury
- Jewelpet Tinkle☆ como Alma Jinnai
- Jigoku Shōjo Mitsuganae como Serizawa Yuuna
- Love Get Chu como Momoko Ichihara
- Machine-Doll wa Kizutsukanai como Charlotte Blue
- Nogizaka Haruka no Himitsu: Purezza como María Yukinohara
- Ōkiku Furikabutte como Fukami
- Onii-chan Dakedo Ai Sae Areba Kankei Nai yo ne— como Kaoruko Jinno
- Rokujyōma no Shinryakusha!? como Harumi Sakuraba
- Saki Achiga-hen episode of side-A como Hina Yamatani
- Sasameki Koto como Ushio Kazama
- Sket Dance como Unyuu Mimori
- Sora no Manimani como Akina Kawamura
- White Album como Misaki Sawakura

### OVAs
- Gente sencilla como Winry Rockbell
- Itsuka Tenma no Kuro Usagi como Saito Himea
- Magi: Adventure of Sinbad como Sinbad (joven)
- Mahō Sensei Negima! : Primavera (Haru) como Chao Lingshen
- Mahō Sensei Negima! : Verano (Natsu) como Chao Lingshen
- Negima Mou Hitotsu no Sekai como Chao Lingshen
- Nogizaka Haruka no Himitsu: Finale como María Yukinohara
- Otome wa Boku ni Koishiteru como Kayleigh Glanzelius
- Tokyo Marble Chocolate como la amiga de Chizuru

### Películas
- Fullmetal Alchemist: la estrella sagrada de Milos como Winry Rockbell
- Mahou Sensei Negima! Anime Final como Chao Lingshen

### Drama CD
- Hetalia: Axis Powers como Seychelles

## Música
- Interpretó el tercer ending de la serie Itsuka Tenma no Kuro Usagi: Strawberry Eyes.[3]
- Hasta el séptimo episodio inclusive interpretó el opening Nanairo Nadeshiko de la serie Love Get Chu. A partir del octavo, lo hizo en compañía de Ryōko Shintani, Yurika Ochiai, Azuma Sakamoto y Maria Yamamoto.[4]
- Interpretó el ending de los episodios 20 y 23 A-LY-YA! de la serie Mahō Sensei Negima! junto con Yuri Shiratori, Ayana Sasagawa y Naomi Inoue.[5]
- En el episodio 16 de la serie Sket Dance se escucha Gōka Kenran Yaba Yabasu! (Yabasu ver.), interpretada por ella.[6]